# Philipose Mar Chrysostom
Philipose Mar Chrysostom (né Philip Oommen le 27 avril 1918 à Tiruvalla dans le Kerala (Raj britannique) et mort le 5 mai 2021 dans la même ville) est un prêtre, un métropolite indien, primat de l'Église malankare Mar Thoma entre le 15 mars 1999, date de sa nomination, et le 28 août 2007, date de sa démission pour raison de l'âge et de l'état de santé.
Le 2 octobre 2007, il a été désigné « Valia Metropolitan ».